# Jean Van den Kerckhove
Jean François (Jean) Van den Kerckhove (Antwerpen, 14 september 1815 – Sint-Joost-ten-Node, 29 november 1885) was een Belgisch beeldhouwer.

## Leven en werk
Jean Van den Kerckhove was een zoon van meubelmaker Joseph François Van den Kerckhove en naaister Elizabeth Boormans. Hij en zijn broers Louis, Auguste en Léonard kozen allen voor het beeldhouwersvak. Van den Kerckhove ging in de leer bij Willem Geefs en werkte vervolgens op het atelier van Karel Geerts in Leuven, waar religieus houtsnijwerk werd vervaardigd. Hij trouwde in 1853 met Catharina De Poel. Uit hun relatie werd Godefroid (1841-1913) geboren, die als beeldhouwer in zijn vaders voetsporen trad.
Als zelfstandig beeldhouwer maakte Van den Kerckhove onder meer bustes, allegorische voorstellingen en standbeelden. Jean was verantwoordelijk voor twee ambachtsbeelden op de Kleine Zavel in Brussel, hij maakte een brouwer en een haakbusdrager. Zijn broer Auguste maakte twee en zoon Godefroid drie van de 48 ambachtsbeelden. Van den Kerckhove nam deel aan diverse exposities in binnen- en buitenland. Op de tentoonstelling van Levende Meesters in Den Haag (1839), liet hij zijn buste van Filomena zien,, op de Salon van Antwerpen toonde hij in 1861 zijn Allegorie van het geluk en op de Salon van Brussel in 1881 zijn marmeren beeldengroep Hébé.
Aan deze laatste tentoonstelling namen ook de familieleden Aline, Antoine, Arthur, Auguste, Godefroid en Hortense deel. Hij won in 1848 een vergulde zilveren medaille op de Brusselse Salon.
Jean Van den Kerckhove werd in 1862 door koning Willem III der Nederlanden benoemd tot ridder in de Orde van de Eikenkroon. Hij overleed in 1885, op 70-jarige leeftijd.

## Enkele werken
- 1837 buste van Filomena, collectie Koninklijke Musea voor Schone Kunsten van België.
- 1851 dodenmasker van historicus Felix Bogaerts (1805-1851), dat hij vervolgens gebruikte voor het maken van een herdenkingsmedaille.
- 1858 standbeeld van Filips van Marnix van Sint-Aldegonde. Een ca. 86 cm hoog model is opgenomen in de collectie van de Koninklijke Musea voor Schone Kunsten van België.[8]
- 1882-1883 twee (van de 48) ambachtsbeelden op de Kleine Zavel in Brussel: brouwers en haakbusdragers.

## Fotogalerij

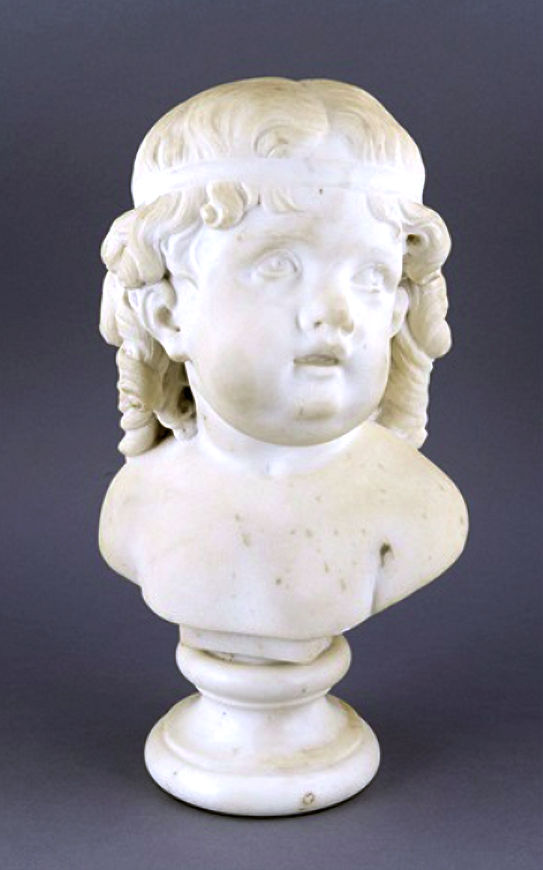
Buste van een kind met hoofdband
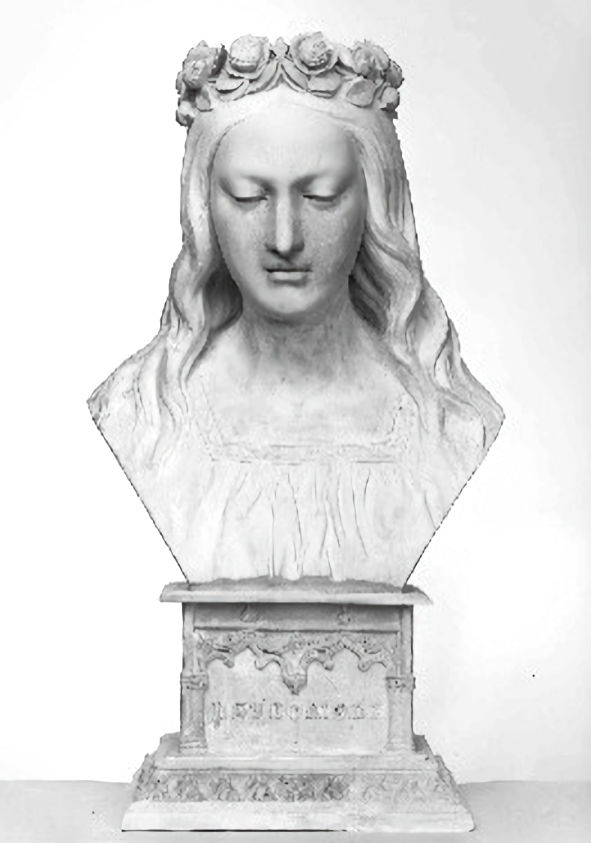
Filomena (1837), Brussel
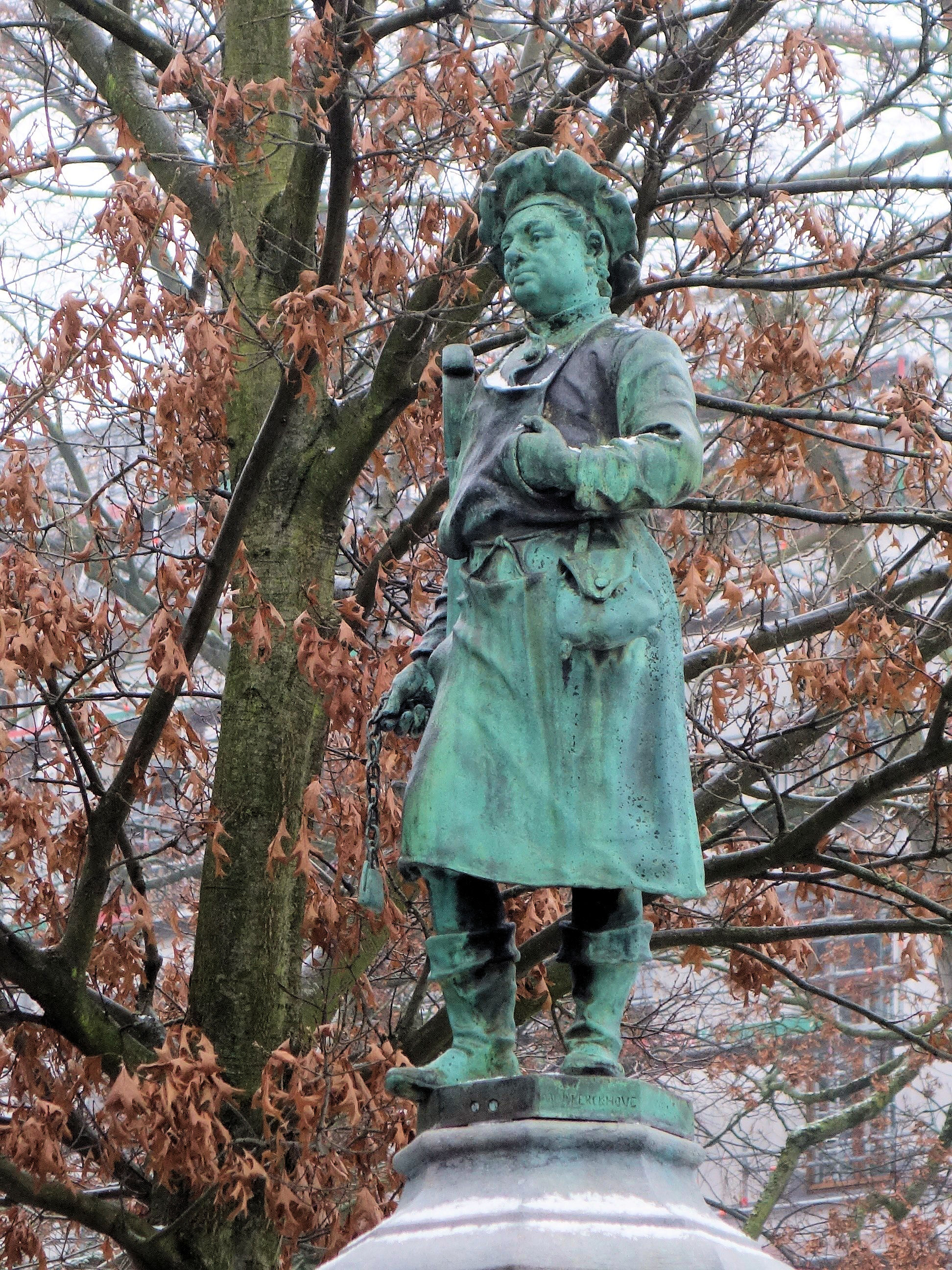
Haakbusdrager (1882-1883), Brussel

- RKD-Nederlands Instituut voor Kunstgeschiedenis: 455497